# Janet Barret
Janet Barret (1935 circa) è un'ex sciatrice alpina statunitense.

## Biografia
Sciatrice polivalente, Janet Barret ai Campionati statunitensi 1960 vinse la medaglia d'argento nella discesa libera e nella combinata e quella di bronzo nello slalom gigante e nello slalom speciale; non prese parte a rassegne olimpiche o iridate e non ottenne risultati internazionali di rilievo.

## Palmarès

### Campionati statunitensi
- 4 medaglie (dati parziali):
  - 2 argenti (discesa libera, combinata nel 1960[1])
  - 2 bronzi (slalom gigante, slalom speciale nel 1960[1])